# داسو سوپر اتاندارد

داسو سوپر اتاندار (به فرانسوی: Dassault Super Étendard) جنگنده ناونشین فرانسوی ساختهٔ شرکت داسو است. این هواپیما یک جنگنده تهاجمی کوچک تک‌موتوره با بال جمع‌شونده است و در اصل برای خدمت بر ناوهای هواپیمابر ساخته شد، همچنین نمونه‌های تغییریافته آن برای عملیات از فرودگاه‌های معمولی نیز تولید شدند. سوپر اتاندار اولین پرواز خود را در سال ۱۹۷۴ انجام داد، در سال ۱۹۷۸ وارد نیروی دریایی فرانسه شد و تولید آن از سال ۱۹۷۷ تا ۱۹۸۳ ادامه داشت. در این مدت ۷۱ فروند برای ارتش فرانسه و ۱۴ فروند برای ارتش آرژانتین ساخته شد. سلاح اصلی این جنگنده موشک ضدکشتی اِی‌ام ۳۹ اگزوسه است.
این هواپیما در جنگ ایران و عراق و جنگ فالکلند حضور داشت. نیروی هوایی عراق بین سال‌های ۱۹۸۳ تا ۱۹۸۵ پنج فروند سوپر اتاندار فرانسوی را اجاره کرد. عراقی‌ها در آن زمان منتظر دریافت میراژ اف۱های سفارش‌داده‌شدهٔ مجهز به موشک اگزوسه بودند. سوپراتاندارها در جریان جنگ با ایران در حمله به کشتی‌های ایرانی نسبتاً موفق بودند. در تابستان سال ۱۹۸۴ یک فروند سوپراتاندار بر فراز خلیج فارس منهدم شد که احتمال می‌رود به‌وسیلهٔ اف-۱۴های ایرانی سرنگون شده باشد. یک فروند سوپراتاندار دیگر در آوریل همان سال به‌وسیلهٔ هواپیمای اف-۴ بر فراز جزیره خارک سرنگون شد، بااین وجود فرانسه در سال ۱۹۸۵ اعلام کرد که ۴ فروند از ۵ جنگنده اجاره‌ای در اختیار عراق، به فرانسه بازگشته‌اند.

## کاربران

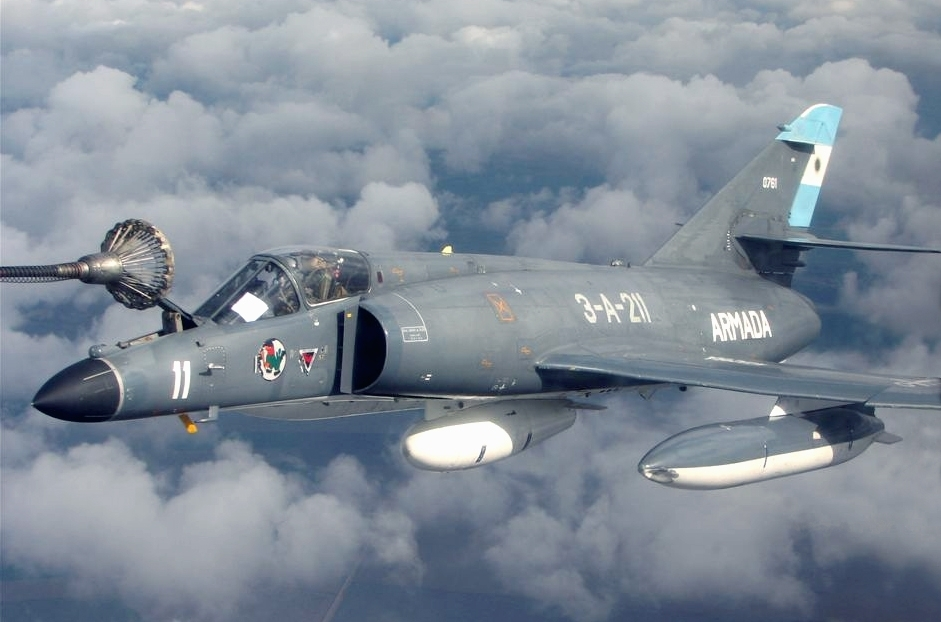
یک سوپر اتاندار نیروی دریایی آرژانتین در حال سوختگیری

### کاربران بالقوه
اوکراین
- نیروی هوایی اوکراین گمانه زنی‌ها حاکی از آن است که آرژانتین پیشنهاد نموده تا ۵ فروند سوپراتانداری را که قبلاً خریداریی نموده و برای تعمیرات اساسی به فرانسه منتقل نموده بود، در نهایت به اوکراین اهدا شود و در ازای آن پهپادها یا بالگردهایی را دریافت نماید.[۳]

### کاربران سابق
آرژانتین
نیروی دریایی آرژانتین در ابتدا ۱۴ فروند از این نوع هواپیما را دریافت نمود که تعداد کمی از آنها در حال حاضر عملیاتی هستند. ۵ فروند هواپیمای نیروی دریایی سابق فرانسه (به روزرسانی شده) برای خدمات عملیاتی و آموزشی/قطعات یدکی در سال ۲۰۱۷ خریداری شد. این هواپیماها از سال ۲۰۲۱ در وضعیت غیر عملیاتی باقی مانده‌اند. در ۱۷ مه ۲۰۲۳، نیروی دریایی آرژانتین اعلام نمود که به خدمت سوپراتانداردهای ناوگان هوایی خود خاتمه داده است. از ژوئن ۲۰۲۴، دولت آرژانتین در حال مذاکره با فرانسه برای ارسال پنج فروند از این هواپیماها به اوکراین می‌باشد.
 فرانسه
نیروی دریایی فرانسه ۷۱ فروند دریافت کرد که همگی در ۱۲ ژوئیه ۲۰۱۶ بازنشسته شدند.
 عراق
نیروی هوایی عراق پنج فروند جنگنده را در جریان جنگ ایران و عراق اجاره نمود که ۳ یا ۴ فروند آن برگردانده شد (آسیب و سرنگونی یک یا دو فروند گزارش شده است).

## مشخصات

### ویژگی‌های کلی و عملکردی
خدمه: ۱ نفر
طول: ۱۴/۳۱ متر
بازه بال: ۹/۶متر
ارتفاع: ۳/۸۵ متر
سطح بال: ۲۸/۴ متر مربع
وزن خالی: ۶۵۰۰ کیلوگرم
حداکثر وزن برخاست: ۱۲۰۰۰ کیلوگرم
پیشران: یک موتور توربوجت اسنکما آتار
بیشینه سرعت: ۱۲۰۵ کیلومتر در ساعت
برد غیرمسلح: ۱۸۲۰ کیلومتر
سقف پرواز: ۱۳۷۰۰ متر
سرعت اوج‌گیری: ۱۰۰ متر در ثانیه

### تسلیحات
- دو قبضه توپ ۳۰ میلی‌متری (۱٫۱۸ اینچی) دِفا۵۵۲ با نواخت ۱۵۰ گلوله در دقیقه
- چهار راکت‌انداز ماترا با ۱۸ راکت ۶۸ میلی‌متری در هر کدام
- یک موشک ضدکشتی اگزوسه و دو موشک AS-30L
- توانایی حمل ۲۱۰۰ کیلوگرم مهمات در زیر بال و بدنه